# Судок

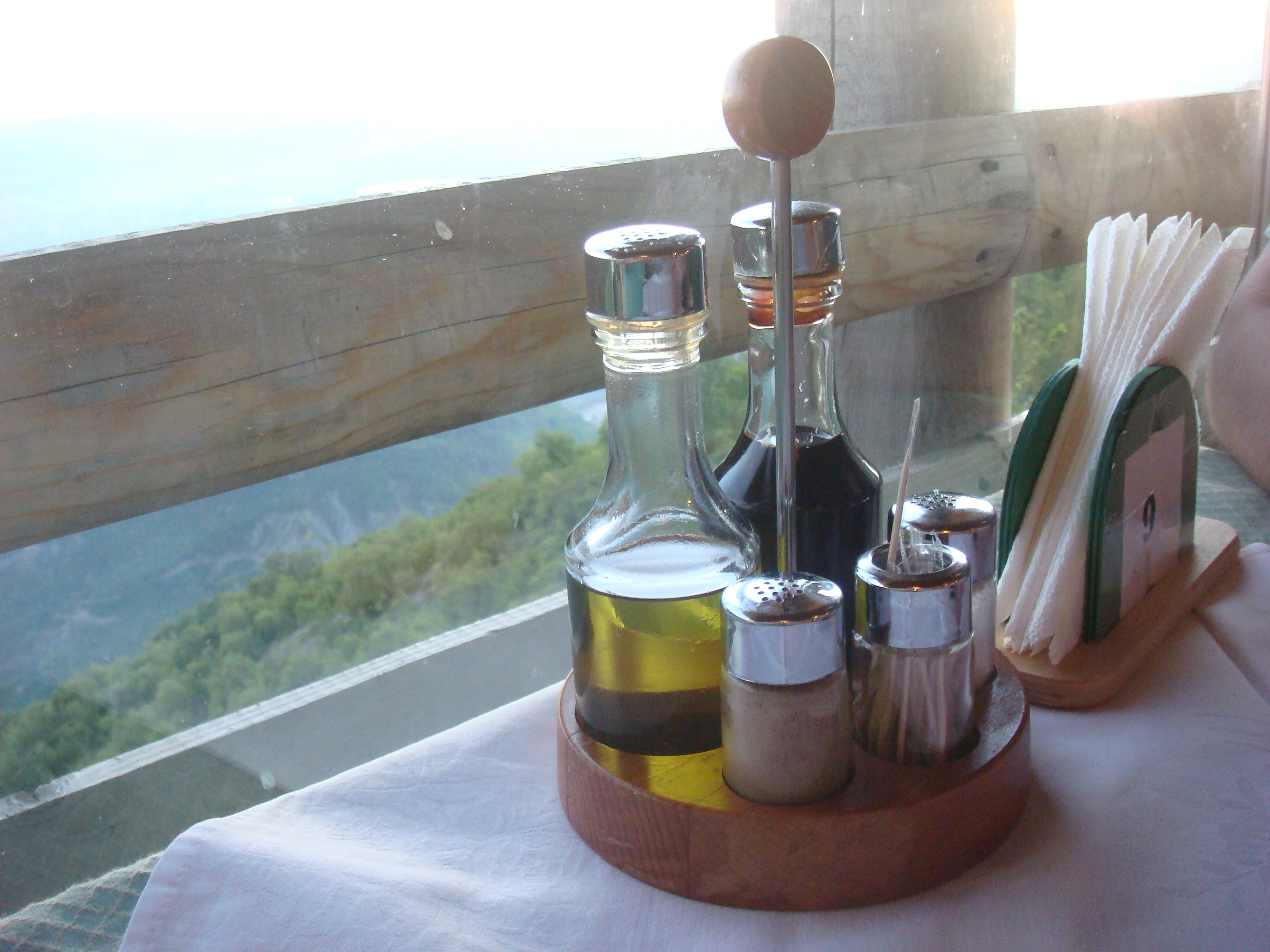
Пятипредметный столовый судок с набором посуды для специй

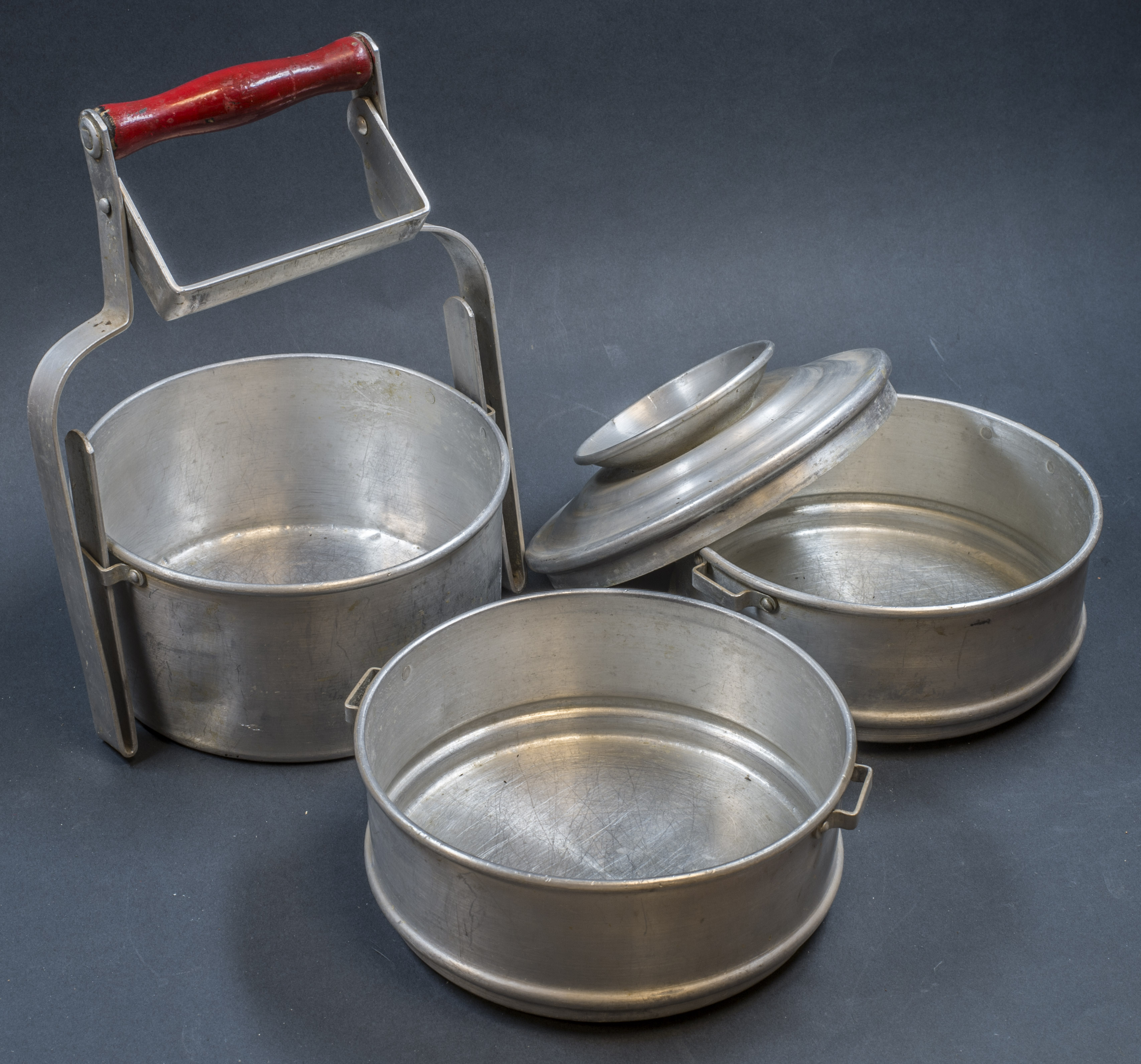
Кухонные судки в разобранном виде

Судок (судки) — столовый прибор для подачи набора ёмкостей со специями к столу — столовый судок, а также приспособление для переноски кушаний в виде нескольких кастрюлек, поставленных одна на другую и скрепляющихся ручкой — кухонные судки, либо столовая посуда для соусов, подливок — соусник.

## Столовый судок
В отличие от кухонных, столовый судок является элементом сервировки стола и представляет собой прибор для подачи сосудов с солью, перцем и другими специями и приправами. Наиболее распространены трёхпредметные судки: солонка, перечница и горчичница. В четырёхпредметный набор столовых судков входят перечница, горчичница, уксусник и маслянка. Одним из видов столового судка является судок для соусов и подливок — соусник.

## Кухонные судки
Кухонные судки представляют собой набор из двух, трёх, иногда четырёх обычно алюминиевых, иногда железоэмалированных порционных кастрюль одинакового диаметра, но разной высоты. В нижнюю, самую объёмную кастрюлю помещают первое блюдо, две других кастрюли над ней предназначены для второго и третьего блюда. Самая верхняя кастрюля в собранном наборе закрывается крышкой. Весь набор скрепляется прижимом и двумя стойками ручки, проходящими через скобы кастрюлек. Такие наборы судков разносили в поездах дальнего следования по составам из вагона-ресторана. Охотники и туристы используют одинарные судки овальной формы или котелки с герметически закрывающимися крышками, похожие на армейские котелки.
Согласно «Большому толковому словарю» в значении кухонных судков термин употребляется только во множественном числе. Согласно ГОСТ Р 54868—2011 Посуда керамическая. Термины и определения, кухонный судок как изделие именуется в единственном числе.
Существуют судки, совмещённые с термосом для одновременной переноски нескольких горячих блюд.